# Amand Laroche

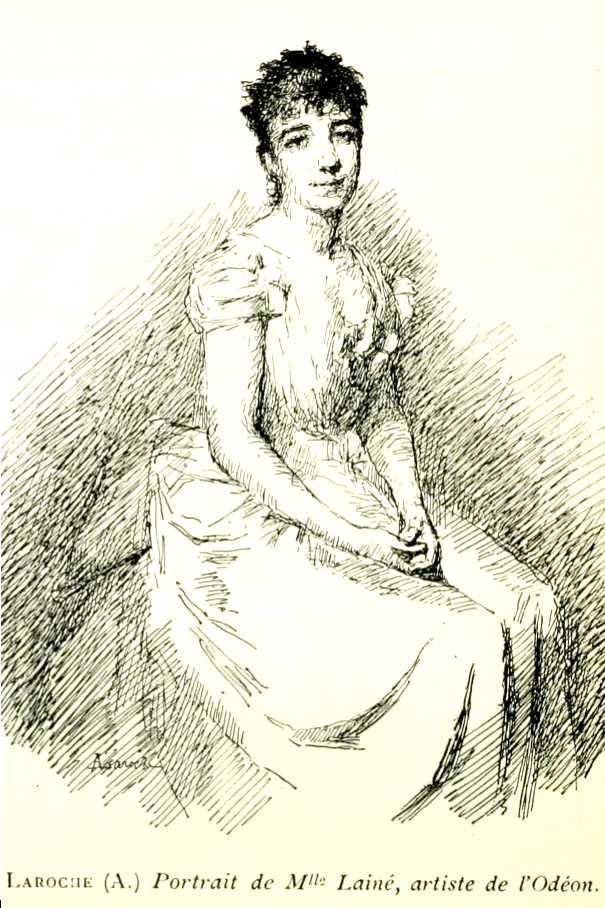
Portrait de Mlle Lainé, artiste de l'Odéon, dessin d'Armand Laroche d'après son tableau exposé au Salon de 1888.

Amand Laroche, né Théodore Amand Laroche le 23 octobre 1826 à Saint-Cyr-l'École (Seine-et-Oise), mort à Paris 9e le 7 juillet 1903, est un peintre français.

## Biographie
Amand Laroche suit une formation artistique à École des beaux-arts de Versailles, puis à l'École des beaux-arts de Paris, où il est l'élève de Ferdinand Wachsmuth et de Michel Martin Drolling.
Il expose au Salon de Paris de 1847 à 1903, et obtient une médaille de bronze à l'Exposition universelle de Paris de 1889, et une mention honorable à l'Exposition universelle de 1900.
Portraitiste, il pratique également la peinture de genre avec tout autant de succès.

## Œuvres référencées
- Portrait du sculpteur Poitevin (1855), musée des beaux-arts de Marseille[6]
- L'Oiseau bleu, Salon de 1882[7]
- Le Réveil, Salon de 1886[8]
- Portrait de M. Lapostolet, Salon de 1887[9]
- Portrait de Melle Lainé, artiste de l'Odéon, Salon de 1888[10]
- La Rosée, Salon de 1889[11]
- Baigneuse, Salon de 1892[12]

## Galerie

Œuvres de Amand Laroche
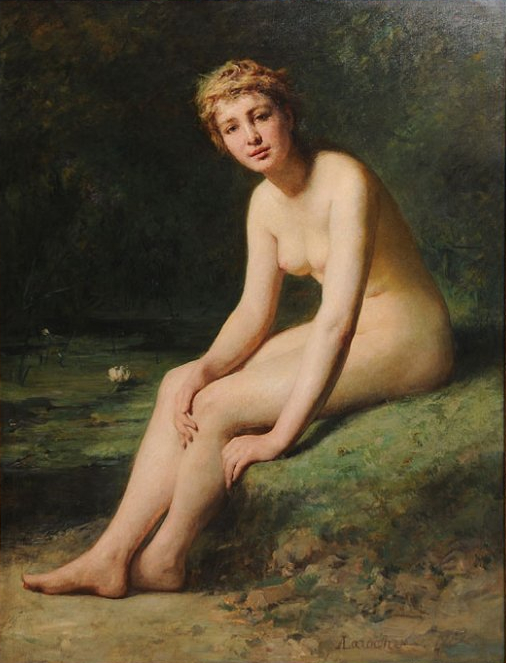
Female nude by pond with water lilies
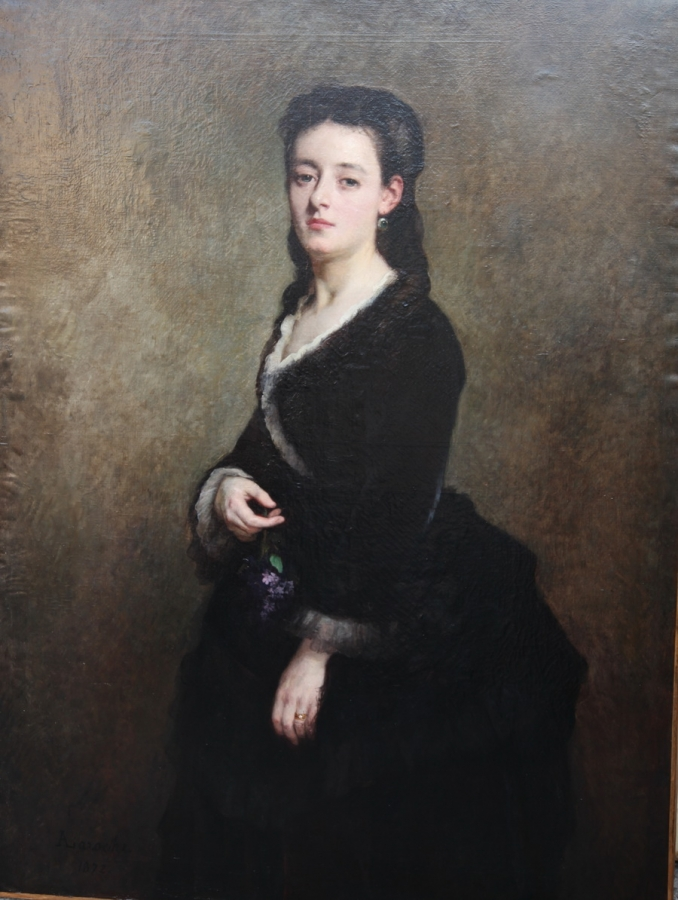
Portrait de 3/4 de Jeune Femme (1872)
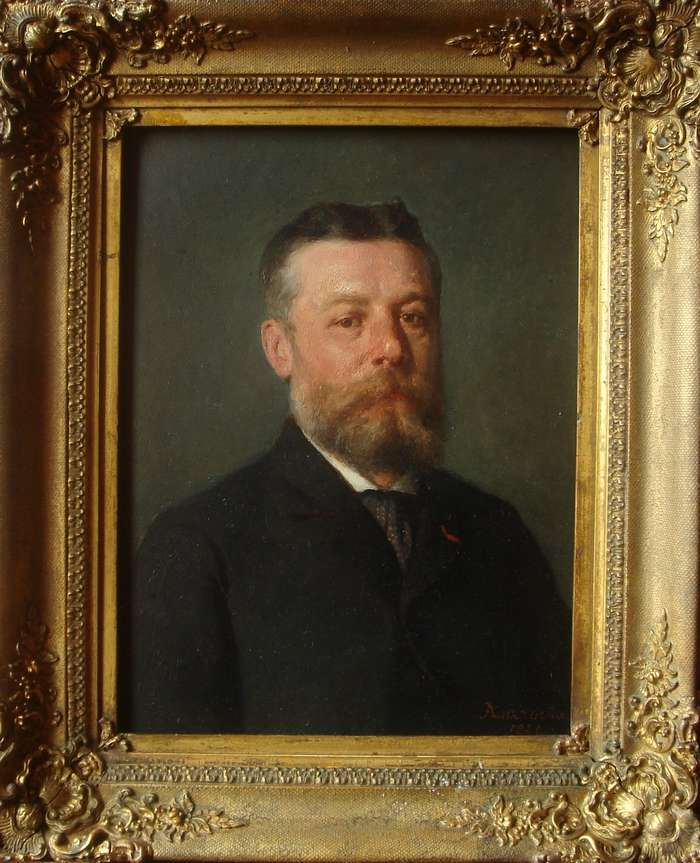
Portrait of Louis-Frédéric Schützenberger (1884)
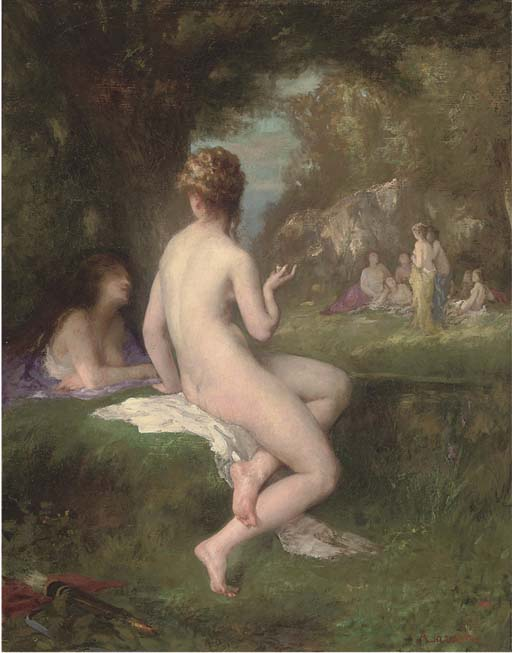
Diana Bathing with the Nymphs